# Callichthyidae
Los coridoras son la familia Callichthyidae de peces de agua dulce, incluida en el orden Siluriformes, distribuidos por ríos y lagos de Panamá y toda Sudamérica. Su nombre procede del griego: kallis (bello) + ichthys (pez).
Aparecen por primera vez en el registro fósil a principios del terciario, Paleoceno de Río de la Plata.

## Morfología
El cuerpo presenta dos filas longitudinales de placas óseas superpuestas, a ambos lados; la vejiga natatoria se encuentra dentro de un compartimento óseo.
La boca es pequeña y en posición ventral, alrededor de la cual se disponen uno o dos pares de bigotes bien desarrollados; las aletas dorsal y pectorales presentan una espina fuerte, al igual que la aleta adiposa cercana al borde delantero.

## Paleontología
El género Corydoras se conoce para el Paleoceno del Río de la Plata, lo cual sugiere inmediatamente un división en subfamilias para los miembros de este grupo; sin embargo, puede constituir también una situación especial de supervivencia taxonómica sin representar necesariamente un sesgo filogenético; el tema está en estudio.

## Hábitat
Se aclimatan muy bien a vivir en acuarios.
En algunas especies el aire retenido en un estómago posterior vascularizado le permite respirar fuera del agua un rato, con lo que pueden viajar arrastrándose cortas distancias sobre la tierra firme.

## Géneros
Existen cerca de 200 especies válidas, agrupadas en los siguientes 8 géneros:
- Subfamilia Callichthyinae:
  - Callichthys (Scopoli, 1777)
  - Dianema (Cope, 1871)
  - Hoplosternum (Gill, 1858)-- hoplos
  - Lepthoplosternum (Reis, 1997)
  - Megalechis (Reis, 1997)
- Subfamilia Corydoradinae (Hoedeman, 1952):
  - Aspidoras (Ihering, 1907)
  - Brochis (Cope, 1871)
  - Corydoras (Lacepède, 1803)
  - Scleromystax

## Galería de imágenes

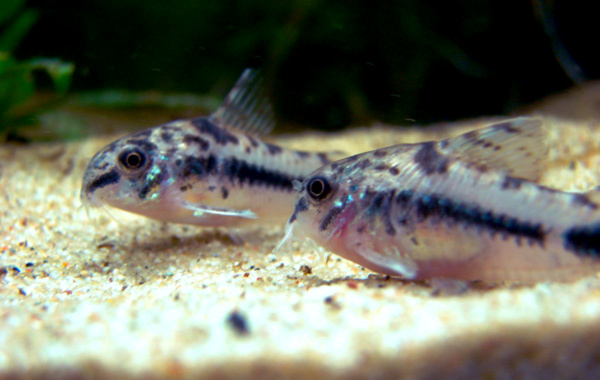
Corydoras habrosus
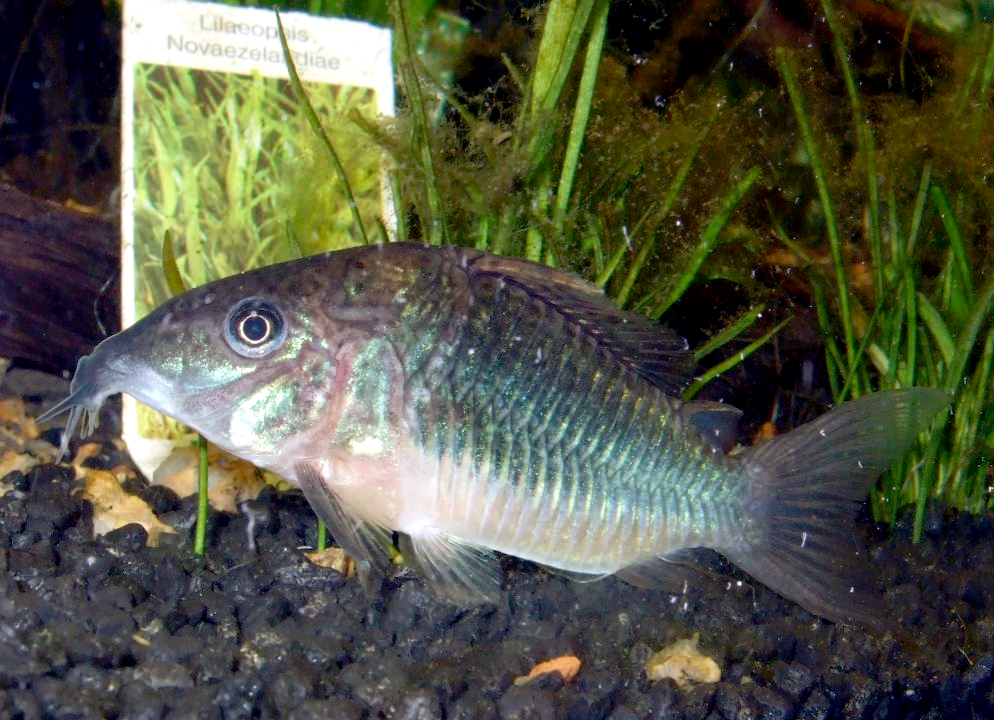
Brochis splendens
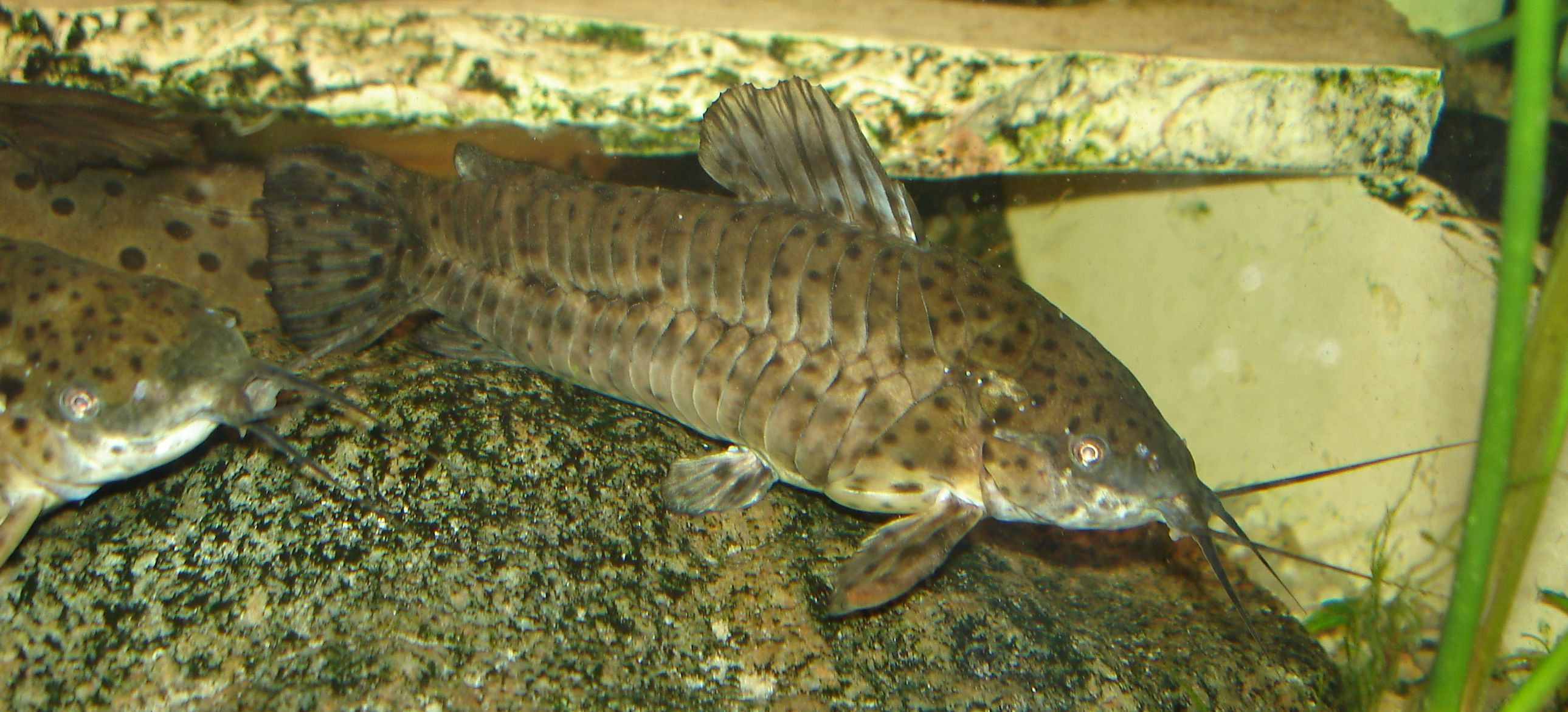
Megalechis thoracata
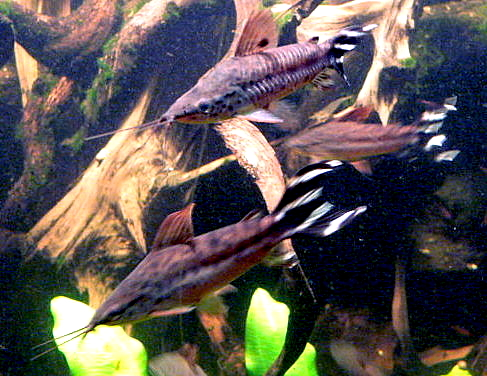
Dianema urostriata